# Duły
Duły (niem. Dullen) – wieś w Polsce położona w województwie warmińsko-mazurskim, w powiecie oleckim, w gminie Olecko.
W latach 1975–1998 miejscowość administracyjnie należała do województwa suwalskiego.
Wieś czynszowa lokowana na 30 włókach na prawie chełmińskim w dniu 31 lipca 1558 r. Zasadźcą był Jana Duła (od jego nazwiska wzięła wieś nazwę). Jan Duła kupił od starosty książęcego trzy włóki sołeckie po 51 grzywien i sprowadził osadników. W roku 1600 mieszkali tu sami Polacy. 
Szkoła powstała w 1815 roku. W latach międzywojennych we wsi czynny był urząd pocztowy, dwie cegielnie oraz kilku rzemieślników. Wcześniejsze nazwy miejscowości, wymieniane w dokumentach, to : Duen, Duhn, Dulken. W wersji urzędowej nazwa Duł brzmiała Dullen. Wieś w 1938 r. liczyła 260 mieszkańców.
Bibliografia:
- Olecko Czasy, ludzie, zdarzenia Tekst: Ryszard Demby